# Dichostemma
Dichostemma és un gènere que pertany a la família de les euforbiàcies amb dues espècies de plantes.

## Taxonomia
El gènere va ser descrit per Jean Baptiste Louis Pierre i publicat a Bull. Mens. Soc. Linn. Paris 1: 1259. 1896. L'espècie tipus és: Dichostemma glaucescens Pierre	

## Espècies acceptades
A continuació s'ofereix un llistat de les espècies del gènere Dichostemma acceptades fins a l'octubre de 2012, ordenades alfabèticament. Per cadascuna s'indica el nom binomial seguit de l'autor, abreujat segons les convencions i usos.
- Dichostemma glaucescens Pierre
- Dichostemma zenkeri Pax